# 竹内勇太郎
竹内勇太郎（たけうち ゆうたろう、1919年11月10日 - 1993年2月14日）は、日本の脚本家、小説家。

## 略歴
山梨県塩山市出身、1926年七里小学校（現・塩山南小学校）入学、甲府市貢川尋常小学校に転校、山梨師範学校（現・山梨大学）、日本大学卒業。山梨県北都留郡沢松国民学校、中巨摩郡竜王町の村立竜王小学校など県内の学校で教師となる。この頃、児童劇『桂川』の脚本を手がけNHKラジオで放送される。
時事新聞社山梨支社に事業部長兼文化部長として入社。芸術や文化活動の分野を担当する。演劇雑誌テアトロに戯曲を投稿。1955年頃上京し、東芸に所属し本格的に脚本を書きはじめる。
1956年5月28日、山梨県甲府市朝気で開業していた眼科医の雨宮一枝と結婚。福井英一・武内つなよし原作の漫画、『赤胴鈴之助』のラジオドラマに脚本家として参加。その後、テレビドラマの脚本家としてテレビの草創期から携わる。
日本放送作家協会、日本脚本家連盟、日本放送作家組合の理事として放送作家の地位向上に努める。
『三匹の侍』をはじめドラマの脚本は約3000本、民話劇をはじめ戯曲は100本を越える。多くの学校の演劇部で上演される。
自由演劇人集団を主宰、脚本、演出を行う。財団法人山人会（現・公益財団法人山人会）理事として山梨の文化向上に尽力する。

## 作品歴

### ラジオドラマ
- 『赤胴鈴之助』「決斗 千鳥ヶ淵の巻」（TBSラジオ、1957-59年）
- 『赤胴鈴之助』「江戸旅立ちの巻」（TBSラジオ、1957-59年）
- 『赤胴鈴之助』「涙の荒修業の巻」（TBSラジオ、1957-59年）
- 『赤胴鈴之助』「飛鳥流真空斬の巻」（TBSラジオ、1957-59年）
- 『赤胴鈴之助』「昇段試合の巻」（TBSラジオ、1957-59年）
- 『赤胴鈴之助』「光念寺の怪の巻」（TBSラジオ、1957-59年）
- 『赤胴鈴之助』「鬼面党の巻」（TBSラジオ、1957-59年）
- 『赤胴鈴之助』「紅こうもり変化の巻」（TBSラジオ、1957-59年）
- 『赤胴鈴之助』「謎の絵図の巻（最終回）」（TBSラジオ、1957-59年）
- 『復讐』（文化放送、1960年代）

### テレビドラマ

#### 1950年代
- 『酒の滝』西武民話劇場（TBSテレビ、1957-60年）
- 『山萩の里』西武民話劇場（TBSテレビ、1957-60年）
- 『コロボックル様』西武民話劇場（TBSテレビ、1957-60年）
- 『お袖狸』西武民話劇場（TBSテレビ、1957-60年）
- 『枝豆の神様』西武民話劇場（TBSテレビ、1957-60年）[1]
- 『横丁日記』（日本テレビ、1955-58年）[2]
- 『奥様のチャンネル』（フジテレビ、1959年）
- 『うらぶれた名女優の巻』デン助お笑い劇場（日本テレビ、1959年）[3]
- 『夫婦歳時記』「春光」（テレビ朝日、1959年）
- 『夫婦歳時記』「卒業式」（テレビ朝日、1959年）
- 『夫婦歳時記』「夏まつり」（テレビ朝日、1959年）
- 『夫婦歳時記』「梅雨」（テレビ朝日、1959年）
- 『夫婦歳時記』「ひなの夜」（テレビ朝日、1959年）
- 『殺意』（フジテレビ、1959年）
- 『きょうも朗らか』「門出を祝え」ゼネラル・コメディ（日本テレビ、1959年）
- 『きょうも朗らか』「騒々しい夜」ゼネラル・コメディ（日本テレビ、1959年）
- 『きょうも朗らか』「君に嫁がん」ゼネラル・コメディ（日本テレビ、1959年）
- 『ある乾杯』シチズン小劇場（日本テレビ、1959年）
- 『雪女』（フジテレビ、1959年）

#### 1960年代
- 『エス太郎　ワシントンに行く』（TBSテレビ、1960年代）
- 『ほがらかエス太郎』（TBSテレビ、1960年代）
- 『春だ元気に行こうぜ』TBSテレビ、1960年代）
- 『パナイ島の女』（1960年代）
- 『はたらく一家』（1960年代）
- 『歌う青春列車』（1960年代）
- 『燃える』（1960年代）
- 『遺書』（フジテレビ、1960年代）
- 『見習看護婦』（フジテレビ、1960年代）
- 『俺はドモ安だ』（フジテレビ、1960年代）
- 『お母さんの結婚』（フジテレビ、1960年代）
- 『終わりなき冬の旅』（フジテレビ、1960年代）
- 『台風家族』（フジテレビ、1960年代）
- 『白鳥の歌』（東海テレビ、1960年代）
- 『景浦将物語』（日本テレビ、1960年代）
- 『プロ野球五十傑　浜崎真二物語』（日本テレビ、1960年代）
- 『三行広告』「書生を求む」（フジテレビ、1960年代）
- 『夜汽車の客』愛の劇場（日本テレビ、1960年代）
- 『浦町の灯』喜劇天国（日本テレビ、1960年代）
- 『おもろい女』（1960年代）
- 『窓越しのパーティー』（1960年代）
- 『上役、下役、ご同役』「こまった奴」（フジテレビ、1960年代）
- 『上役、下役、ご同役』「優等社員」（フジテレビ、1960年代）
- 『怪談　累ケ淵』日本名作怪談劇場（フジテレビ、1960年代）
- 『怪談　利根の渡』日本名作怪談劇場（フジテレビ、1960年代）
- 『成吉思汗の秘密』連続テレビドラマ（1960年代）
- 『警察物語』（1960年代）
- 『濁流』（1960年代）
- 『星空』（1960年代）
- 『あぁ！夫婦』（1960年代）
- 『ある乾杯』（1960年代）
- 『トップ屋』（1960年代）
- 『嫁ぐ日まで』（1960年代）
- 『風雪』（1960年代）
- 『はたらく一家』脚色（1960年代）
- 『その名は盲算塾』脚色（1960年代）
- 『キリンの幸福』脚色（1960年代）
- 『真実一路』脚色（1960年代）
- 『大炊介始末』脚色（1960年代）
- 『大炊介始末』脚色（1960年代）
- 『野菊の如く』脚色（1960年代）
- 『宝塚民話劇場』「しばてん物語」（関西テレビ、1960年代）
- 『宝塚民話劇場』「白梅狂乱」（関西テレビ、1960年代）
- 『宝塚民話劇場』「つゆくさ草子」（関西テレビ、1960年代）
- 『宝塚民話劇場』「夜叉神ばなし」（関西テレビ、1960年代）
- 『宝塚民話劇場』「コケシ譚」（関西テレビ、1960年代）
- 『宝塚民話劇場』「禁断の水」（関西テレビ、1960年代）
- 『宝塚民話劇場』「笹（たけ）の女」（関西テレビ、1960年代）
- 『宝塚民話劇場』「黄金の砂」（関西テレビ、1960年代）
- 『宝塚民話劇場』「河童女房」（関西テレビ、1960年代）
- 『宝塚民話劇場』「河童どんつく」（関西テレビ、1960年代）
- 『宝塚民話劇場』「天狗女房」（関西テレビ、1960年代）
- 『ここに人あり』「うちのおばあちゃん」（NHK、1960年）
- 『ここに人あり』「旅あきんど」（NHK、1960年）
- 『ここに人あり』「てんやもん」（NHK、1961年）
- 『パパ起きて頂だい』「俊坊とカメラ」（日本テレビ、1960年）[4]
- 『パパ起きて頂だい』「57回、花は美しく」（日本テレビ、1960年）
- 『パパ起きて頂だい』「61回、たまには喧嘩も」（日本テレビ、1960年）
- 『パパ起きて頂だい』「76回、夏の贈りもの」（日本テレビ、1960年）
- 『パパ起きて頂だい』「91回、ママは産院へ」（日本テレビ、1960年）
- 『パパ起きて頂だい』「96回、秋の文化祭」（日本テレビ、1960年）
- 『パパ起きて頂だい』「101回、歳末多忙」（日本テレビ、1960年）
- 『パパ起きて頂だい』「106回、雪よ降れ降れ」（日本テレビ、1961年）
- 『パパ起きて頂だい』「110回、冬の椿」（日本テレビ、1961年）
- 『渇いた夜』（フジテレビ、1960年）
- 『比留女の恋』（フジテレビ、1960年）
- 『青空通り-愛はきびしく』（フジテレビ、1960年）
- 『偽もの』（フジテレビ、1960年）
- 『プリンス劇場』「夜の亀裂」（フジテレビ、1960年）
- 『プリンス劇場』「やくざ志願」（フジテレビ、1960年）
- 『侍』「三人の義士」（フジテレビ、1960-61年）
- 『ある落日』（東海テレビ、1961年）
- 『青年 あかつき』（HNK、1961年）
- 『プリンススリラー劇場』「地下室」（フジテレビ、1961年）
- 『プリンススリラー劇場』「豚」（フジテレビ、1961年）
- 『プリンススリラー劇場』「おんな」（フジテレビ、1961年）
- 『ママと良重とヒデ坊と』（フジテレビ、1961年）
- 『華やかなる挽歌』（フジテレビ、1961年）
- 『山鳩の宿』NHK劇場（NHK、1961年）
- 『女の園』「良縁」（東海テレビ、1961年）
- 『女の園』「銀座の雪」（東海テレビ、1962年）
- 『女の園』「どしゃぶり」（東海テレビ、1962年）
- 『女の園』「母娘馬鹿」（東海テレビ、1962年）
- 『女の園』「女将」（東海テレビ、1962年）
- 『台風屋』（HNK、1962年）
- 『シャープ火曜劇場』「その日再び」（フジテレビ、1961-63年）
- 『シャープ火曜劇場』「菊坂家の祝日」（フジテレビ、1961-63年）
- 『シャープ火曜劇場』「草の実」（フジテレビ、1961-63年）
- 『シャープ火曜劇場』「ママは他人だ」（フジテレビ、1961-63年）
- 『花王ファミリー劇場 純愛シリーズ』「信濃の春」（TBSテレビ、1961-63年）
- 『花王ファミリー劇場 純愛シリーズ』「路地」（TBSテレビ、1961-63年）
- 『花王ファミリー劇場 純愛シリーズ』「青空」（TBSテレビ、1961-63年）
- 『五人の来客』（東海テレビ、1962年）
- 『うちの奥さん、隣のママさん』「あばれ坊主の巻」（日本テレビ、1965年）
- 『肌色の仮面』（フジテレビ、1962年）
- 『近鉄金曜劇場』「ヘチマくん」（TBSテレビ、1962年）
- 『女性の声』（フジテレビ、1962年）
- 『夫の居ぬ間』（フジテレビ、1962 -63年）
- 『文芸劇場』「一つ屋根の下」（NHK、1962年）
- 『文芸劇場』「東京の女性」（NHK、1963年）
- 『夫を成功させる法』（フジテレビ、1963年）
- 『嫁ぐ日まで』「梅咲きぬ」（フジテレビ、1963年）
- 『三匹の侍』「麝香丸の亡霊」（フジテレビ、1963-69年）
- 『三匹の侍』「死霊を斬る」（フジテレビ、1963-69年）
- 『三匹の侍』「あゝ武士道」（フジテレビ、1963-69年）
- 『三匹の侍』「偽ものまかり通る」（フジテレビ、1963-69年）
- 『三匹の侍』「湯けむり巷談」（フジテレビ、1963-69年）
- 『三匹の侍』「剣風花暦」（フジテレビ、1963-69年）
- 『三匹の侍』「寒月狼声」（フジテレビ、1963-69年）
- 『三匹の侍』「江戸有情」（フジテレビ、1963-69年）
- 『三匹の侍』「血と砂金」（フジテレビ、1963-69年）
- 『三匹の侍』「正邪秘曲」（フジテレビ、1963-69年）
- 『三匹の侍』「修羅妖心」（フジテレビ、1963-69年）
- 『三匹の侍』「悲願妖剣」（フジテレビ、1963-69年）
- 『のれん太平記』「9話」（フジテレビ、1964-66年）
- 『のれん太平記』「17話」（フジテレビ、1964-66年）
- 『暖流』（東海テレビ、1964年）
- 『風雪　大久保利通と車夫』（NHK、1964年）
- 『横丁正義隊』「海の歌」（日本テレビ、1964年）[5]
- 『横丁正義隊』「野良犬ドガ」（日本テレビ、1964年）
- 『横丁正義隊』「われらのカメラマン」（日本テレビ、1964年）
- 『横丁正義隊』「夜のピーナッツ売り」（日本テレビ、1964年）
- 『チコといっしょに』（日本テレビ、1965年）
- 『銀座裏病院』「親娘」（日本テレビ、1965年）
- 『せがれの時代』（フジテレビ、1964-65年）
- 『歴史の証人』「千姫」（テレビ東京、1966年）
- 『歴史の証人』「合戦 川中島」（テレビ東京、1966年）
- 『午後の微笑』（東海テレビ、1966年）
- 『体の中を風が吹く』（東海テレビ、1966年）
- 『エプロン記者（新聞週間放送作品）』NHK劇場（NHK、1961年）
- 『誰がための愛』（東海テレビ、1968年）

#### 1970年代
- 『三人の刑事』「めぐり合い」（フジテレビ、1970年代）
- 『三人の刑事』「虚飾の女」（フジテレビ、1970年代）
- 『三人の刑事』「白痴の娘」（フジテレビ、1970年代）
- 『三人の刑事』「旅役者」（フジテレビ、1970年代）
- 『三人の刑事』「一人息子」（フジテレビ、1970年代）
- 『三人の刑事』「執念」（フジテレビ、1970年代）
- 『三人の刑事』「ズべ公」（フジテレビ、1970年代）
- 『三人の刑事』「先輩」（フジテレビ、1970年代）
- 『吾が命あり』（フジテレビ、1970年代）
- 『真昼の月』（東海テレビ、1970年代）
- 『殉愛』（東海テレビ、1970年代）
- 『燃える海』（東海テレビ、1970年代）
- 『疑惑』（東海テレビ、1970年代）
- 『この世の愁い』（東海テレビ、1970年代）
- 『月から来た男「緑の騎士」』（1970年代）
- 『土だらけの女』（1970年代）
- 『五人の乗客』（1970年代）
- 『峰の行者』（1970年代）
- 『麦肌』（1970年代）
- 『もとの平六』（1970年代）
- 『ザ・ミステリーズ　影は嘲う』（1970年代）
- 『ザ・ミステリーズ　13日は金曜日』（1970年代）
- 『海は燃えていた』（東海テレビ、1969-70年）
- 『素足の女』（フジテレビ、1970年）
- 『遠い砂丘』（東海テレビ、1970年）
- 『その時がきた』（東海テレビ、1970-71年）
- 『雪の喪章』（フジテレビ、1971年）
- 『真昼の月』（東海テレビ、1972年）
- 『夏からの手紙』（東海テレビ、1972年）
- 『怪談 雨の古沼』（毎日放送・歌舞伎座テレビ室、1972年）
- 『怪談 地獄へつづく甲州路』（毎日放送・歌舞伎座テレビ室、1972年）[6]
- 『愛すれど愛は悲し』（フジテレビ、1973年）
- 『熱愛』（東海テレビ、1973年）
- 『渓流の女（ひと）』（北日本放送、1973年）
- 『朱鷺の墓』（フジテレビ・歌舞伎座テレビ室、1973年）
- 『君待てども』（東海テレビ・円谷プロダクション、1974年）
- 『愛ぬすびと』（東海テレビ、1974年）
- 『殺さないで』（東海テレビ・円谷プロダクション、1975年）[7][8]
- 『満点の星』（東海テレビ・円谷プロダクション、1976年）
- 『お耳役秘帳』「3話、復讐の若者」（フジテレビ、1976年）
- 『お耳役秘帳』「15話、異聞 隠密ばなし」（フジテレビ、1976年）
- 『お耳役秘帳』「20話、伝馬町心中」（フジテレビ、1976年）
- 『お耳役秘帳』「3話、復讐の若者」（フジテレビ、1976年）
- 『お耳役秘帳』「俺は天下のお耳役」（フジテレビ、1976年）
- 『赤帽かあちゃん』（日本テレビ、1977年）
- 『YBSであいあいあい』（山梨放送、1977年）
- 『おてんば人生』（日本テレビ、1978年）
- 『半七捕物帳』「第12話、帯取の池」（テレビ朝日、1979年）
- 『半七捕物帳』「第18話、金の蝋燭」（テレビ朝日、1979年）
- 『新五捕物帳』「第68回、見習同心の傷跡」（日本テレビ、1979年）
- 『新五捕物帳』「第73回、ほこり高き娘」（日本テレビ、1979年）
- 『新五捕物帳』「第76回、地獄の中の青春」（日本テレビ、1979年）
- 『新五捕物帳』「第109回、江戸の子守唄」（日本テレビ、1980年）

#### 1980年代
- 『新五捕物帳』「第116回、百両を拾った男」（日本テレビ、1980年）
- 『新五捕物帳』「第124回、子が結ぶ夫婦仲」（日本テレビ、1980年）
- 『新五捕物帳』「第136回、嘘か真か観音さま」（日本テレビ、1981年）
- 『新五捕物帳』「第150回、天から降った子」（日本テレビ、1981年）
- 『新五捕物帳』「第170回、向島から来た女」（日本テレビ、1982年）
- 原作『金山大爆破』秋の時代劇スペシャル（フジテレビ、1992年）

### 戯曲
- 『雪女風土記』（未来劇場、1957年）
- 『雪女風土記　オペラ２幕　』（1966年）
- 『民話劇　織姫おみつ』（1960年代）
- 『民話劇　雪と骸骨』（1960年代）
- 『浅草のつむじ風』（1960年代）
- 『遥かなる山脈』（1960年代）
- 『河童の女房』（1960年代）
- 『河童とお作』（1960年代）
- 『復活』（原作トルストイ、1969年）
- 『新宿三十五番外』（1970年代）
- 『狸の殿様』（1970年代）
- 『さっぱ夜ばなし』（1970年代）
- 『明治パラダイス 鹿鳴館考』（1980年代）
- 『吹雪の国の物語』（1980年代）
- 『羅城門』（1980年代）
- 『雪女風土記』（劇団東京小劇場、1981年）
- 『ザ・博徒』（1982年）
- 『女舞』（1982年）
- 『暗い花』（1982年）
- 『化粧箱/改訂』（1982年）
- 『明治パラダイス 樋口一葉考』（1983年）
- 『ひとり芝居-大江山』（1990年）
- 『ひとり芝居-和尚』（1990年）
- 『吉良上野介の首』（1990年）
- 『瞽女春秋』（1990年）
- 『幇間・松乃家蝶六』（1990年）
- 『時雨笠女剣劇』（1990年）
- 『殺人童話』（1990年）
- 『北京カラ来タ女』（1990年）
- 『羅城門の鬼』（1990年）
- 『新雨月物語』（1991年）
- 『狸の里』（1991年）
- 『幽霊が訪ねて来た夜』（1992年）

### 上演作品
- 『復活』（帝国劇場、1969年）原作：トルストイ[9]
- 『赤胴鈴之助』（尾上菊五郎劇団初演公演、1960年代）
- 『おんな赤帽物語』原作（新宿コマ劇場、1972年）
- 『手話を取り入れた民話劇　吹雪の国の物語』（1980年代）
- 『ザ・博徒』（劇団東京小劇場、紀伊國屋ホール、1982年）
- 『吹雪の国の物語』（劇団東京小劇場、調布グリーンホール、1982年）
- 『明治パラダイス 樋口一葉考』（自由演劇人集団、水道橋労音会館ホール、1983年）
- 『羅城門の鬼』（恵の会・自由演劇人集団、築地本願寺ブディストホール、1989年）
- 『時雨笠女剣劇』（恵の会・自由演劇人集団、築地本願寺ブディストホール、1990年）
- 『殺人童話』（劇団東京小劇場、1990年）
- 『北京カラ来タ女』（自由演劇人集団、築地本願寺ブディストホール、1990年）

### 著書
- 『化粧箱　竹内勇太郎戯曲集』（山文社、1954年）
- 『雪女風土記』（未来社、1957年）
- 『竹内勇太郎民話劇集（天狗女房、狸の里、絵巻雪女郎、菊供養、殿様、花房の狸、河童どんつく、やさかのおんば）』（未来社、1959年）
- 『さっぱ夜ばなし』（未来社、1960年）
- 『竹内勇太郎一幕劇場』（未来社、1962年）
- 『甲府遊侠伝　俺はども安』（1965年）
- 『女侠曼茶羅』（東邦出版社、1971年）
- 『飛騨の女』（新興出版社、1974年）
- 『甲府勤番』（東邦出版、1975年）
- 『仮面の誘惑』（東邦出版社、1975年）
- 『大岡越前　物語と史蹟をたずねて』（成美堂出版、1976年）
- 『小説 樋口一葉』（1977年）
- 『甲府勤番帖』（1981年）
- 『白根山麓』（1983年）
- 『小説 千利休　春秋の巻』（現代書林、1983年）
- 『鬼は飛騨からやって来た』（1983年頃）
- 『山本勘介　全７巻』（学研、1985年）
- 『カフェテラスで読む武田信玄』（1988年）
- 『小説 千利休』（1989年）
- 『魔界の忍者　服部半蔵保長』（光風社出版、1989年）
- 『足利尊氏　天下を掴んだ男』（光風社出版、1990年）
- 『新雨月物語』（1991年）
- 『織田信長』（1991年）
- 『甲府勤番帖』（再販/光風社出版、1992年）
- 『伊達政宗　物語と史蹟をたずねて』（成美堂出版、1994年）
- 『千利休』（成美堂出版、1996年）
- 『清水次郎長　物語と史蹟をたずねて』（成美堂出版、1999年）
- 『大岡越前』（成美堂出版、1994年）
- 『武田信玄』（共著/プレジデント社、2007年）

### 雑誌
- 『文化人』11月号「戯曲暗い花」（文化人、1953年）
- 『テアトロ』146号（1955年）
- 『テアトロ』242号（1961年）
- 『テレビドラマ』3巻3号（1961年）
- 『テレビドラマ』4巻8号（1962年）
- 『別冊歴史読本　19巻37号　江戸の名奉行 』「小説　大岡越前守忠相」
- 『歴史読本　16巻3号　特集 幕末任侠伝 甲州やくざ考 』
- 「侠客のメッカといわれる甲州の風土とやくざの実態」
- 『歴史読本　32巻１号　特集 立体構成 伊達政宗天下への野望』　「秀吉への挑戦　小田原参陣の真相」
- 『歴史読本　立体構成 坂本龍馬』「甲州博徒吃安実記」（1967年）
- 『稽古場にて』（1980年代）
- 『謙信対信玄』（1980年代）
- 『時代考証　時代劇』（1980年代）
- 『プレジデント　人間徳川家康』「家康の掌中で踊った伊達政宗」（プレジデント社、1981年）
- 『プレジデント　男の自信』「徳なき自信家石田三成の悲劇」（プレジデント社、1982年）
- 『プレジデント　負ける理由』「上杉謙信　正義だけで天下は取れない の教訓」（プレジデント社、1982年）
- 『伊達政宗「機」をはかる抜群の演出力』BIGMANビジネスブック（世界文化社、1987年）
- 『別冊 歴史読本　武田信玄の生涯』「めぐる女性」（1987年）
- 『プレジデント　武田信玄』「ハイテクへの挑戦」（プレジデント社、1988年）
- 『プレジデント　千利休』「放浪無頼の果てに出会った茶の世界」（プレジデント社、1989年）
- 『歴史読本　戦国宿命の好敵手』「信玄の築いた城VS謙信の築いた城」（1996年）
- 『日本の英雄105人』「山岡鉄舟」（1996年、新人物往来社）
- 『THE 三匹の侍　中巻』（日本文芸社、2005年）
- 『風林火山の帝王学　新版　武田信玄』（日本文芸社、2007年）

### DVD
- 『三匹の侍1966年版』第4回「麝香丸の亡霊」、第23回「死霊を斬る」（フジテレビ映像企画部、2008年）

### 作詞
- 『希望の夜明』作曲/松井二良（童連、1950年代）
- 『下部盆唄』作曲/三木かおる（1987年）